# Pholcus leruthi
Pholcus leruthi là một loài nhện trong họ Pholcidae. Loài này được phát hiện ở Congo.